# Coprosma tayloriae
Coprosma tayloriae är en måreväxtart som beskrevs av A.P.Druce och G.T.Jane. Coprosma tayloriae ingår i släktet Coprosma och familjen måreväxter. Inga underarter finns listade i Catalogue of Life.